# Busot
Busot és un municipi del País Valencià situat a la comarca de l'Alacantí, en la comarca històrica de la Foia de Xixona. La seua superfície és de 33,5 km² i el nombre d'habitants (busoters), el 1994, era de 1.158 i el 2000 de 1.717. Als afores de la població, hi ha la monumental ermita de Sant Josep, i al seu terme es troba la coneguda cova dels Canelobres i el Cabeçó d'Or, una de les grans altures del País Valencià, amb 1.206 m.
| Xixona         | Xixona              | Relleu Alacant     |
| Alacant Xixona |                     | Aigües El Campello |
| Alacant        | Alacant El Campello | El Campello        |

## Història
Busot, anomenat Bisant originàriament, és una població d’origen musulmà que va ser habitada molt abans, com prova la troballa de ceràmica de l'Edat del bronze i dels ibers descoberta al voltant del poble. El castell de Busot, d’origen almohade és del (segle xii), i la torre de Cabrafic és de datació indeterminada. El castell fou construït quan es va fundar el poble, i es troba en un turó molt pròxim al nucli urbà. Amb posterioritat es feren dues modificacions: una del segle xiii, amb la conquista cristiana, i l'altra al segle xv.
Baix domini musulmà es va desenvolupar la tradicional indústria del vidre, actualment desapareguda. Procedent dels seus forns, s'han conservat alguns residus de peces de vidre àrab.
La torre de Cabrafic, o Cabrafic Alt, està vora el camí entre Busot i Aigües i prop de la fita més septentrional amb el Campello. La peculiaritat de la seua factura radica en que la mitat és de carreus i l’altra mitat és més tosca, resultat de reconstruccions posteriors. Té un gran talús sobre la
roca del terreny i en la façana trobem les bases d’un desaparegut matacà. La torre formada de planta baixa i dos pisos, i s'hi accedix des de l’interior de la casa, a la qual es troba adossada. Al costat esquerre de la porta, conserva una espitllera, única en tota l’horta d’Alacant.
El 1244, Jaume I i l‘infant Alfons, futur rei de Castella, van negociar la frontera sud dels dos regnes amb el Tractat d'Almizra; la línia conformada per Biar i Busot marcaria esta fita. El 1252, el rei Alfons X el Savi va incloure Busot al terme d’Alacant, quan aquesta ciutat pertanyia a Castella. El 1296 Jaume II el Just conquereix Alacant i el municipi queda integrat a la Corona d'Aragó i el 1308 definitivament al Regne de València on passà a dependre de la Governació d'Oriola.
Posteriorment, durant el regnat dels reis Catòlics, fou propietat de Pere Martínez de Vera. Va estar
adscrita a la governació d’Oriola fins al 1707, data en la qual va passar definitivament a pertànyer a Alacant.

## Llocs d'interés

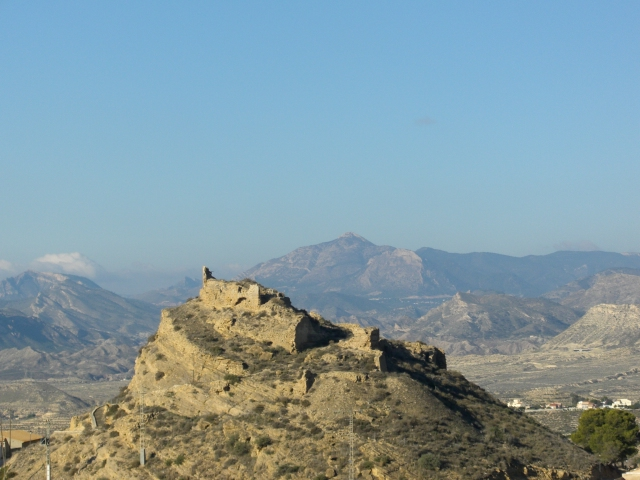
Castell de Busot

Als afores de la població, es troben les restes de l'antic castell àrab (l'origen del qual s'estima en el segle xii), actualment completament arruïnat, el monument de l'ermita de Sant Josep, i també la cova dels Canelobres, principal atractiu turístic de la localitat.
El pic del Cabeçó d'Or és una de les grans altures de l'orografia de l'Alacantí; amb els seus 1.205 m, disposa de diversos senders que pugen al cim, des d'on es veuen localitats llunyanes com Benidorm fins a la Manga del mar Menor. Altres senders són els que transcorren per antigues mines, avencs i pous artesians o zones de microreserves de flora, amb orquídies molt especials, entre altres espècies.

## Orografia[1]
| - Alt de l’Espino - Cim del Cabeçó d’Or - Collado del Garroferol - Cova de la Granota - Cova de Pep el del Riu - Cova del Pollastre - Cova del Rei - Coves de les Mamelles - Coves del Canelobre - El Calvari - El Colomet - El Pantanet - Esquenall de l’Ase - Esquenall de la Foradada - Les Tres Penyetes | - Morro de la Marta - Morro de la Perdiu - Morro Roig - Penya de l’Home - Penya de Malena - Penya del Flare - Penya del Llamp - Penya Redona - Penya Roja - Pla de Bernabeu - Pla de la Gralla - Pla de la Lloma - Pla de la Perdiu - Pla de Llinares - Pla de Sebastià | - Pla del Cabeçó - Pla del Vicari - Pla dels Partidors - Pla dels Pastors - Plans del Dissabte - Recingle dels Cérvols - Serra Catalana - Serra de Bonalba - Serra de la Gorgonera - Serra de les Galeres - Serra de les Penyetes - Serra del Cabeçó d’Or - Serra del Cabeçoncillo - Serra dels Pals |

## Hidrografia natural[1]
| - Abeurador de Cabrafic - Abeurador Real - Barranc de Cabrafic - Barranc de l’Aigua Amarga - Barranc de l’Ombria - Barranc de la Vitora - Barranc de les Colles - Barranc del Salmitre - Barranc del Vergeret - Barranc del Vidrier | - Barranc Salat - Bassa de l’Abeurador - Bassa de la Sénia - Bassa del Calvari - Font de Cabrafic - Font de la Cava - Font de la Sénia - Font de la Sénia del Tio Vicent Tomasa - Font del Calvari - Rambla de Busot |

## Hidrografia artificial[1]
| - Bassa de l’Aigua Amarga - Bassa de la Cava - Bassa de les Penyetes - Bassa del Teuler - Basseta del Vicari - Dipòsit d’aigua | - Elevador d’aigua - L'lavador de Cabrafic - Pou d’aigua - Sénia del Tio Vicent Tomasa - Toll del Carmel |

## Altres llocs d’interés[1]
- El Pelador
- Fabriqueta de Vidre del Teuler
- Mina de l’Orcolana
- Mina de la Salvació
- Torre de Cabrafic

## Antics nuclis poblacionals[1]
| - Busot - Ca Maria Casanova - Casa de Gorges - Casa de l’Aigua Amarga - Casa de l’Alquedra - Casa de l’Ombria - Casa de la Cava - Casa de la Foia del Cabeçó - Casa de la Rambla - Casa de la Sénia - Casa de la Sénia del Tio Vicent Tomasa | - Casa de les Hortes Velles - Casa de les Planisses - Casa del Carril - Casa del Collado - Casa del Pla de la Gralla - Casa del Polset - Casa del Teuler - Casa dels Climents - Casa dels Planets - Caseta de Bernat - Caseta de Toni Tomasa | - Caseta del Comte - Caseta del Racó de Sebas - Corral de l’Aigua Amarga - Corral de les Planisses - Corral del Carril - Corrals Nous dels Planets - Mas de la Gorgonera - Mas de les Penyetes - Maset de Sebas |

## Partides, paratges i gran divisió del terme[1]
| - Cabrafic - El Carril - El Darrere de la Serra - El de Bernat - El Figueralet - El Fondo - El Garroferol - El Maset - El Pal - El Runal - El Salmitre - El Teuler - Els Planets - Era del Carril | - Era del Pi - Era dels Planets - L'aigua Amarga - L'aigüeta Amarga - L'algepsar - L'alquedra - L'esquerrer - L'Horta de Curro - L'Horta de l’Escrivà - L'Horta del Canyar - La Creueta - La Foia de Berenguer - La Foia de Jaume - La Foia de la Vitora | - La Foia de les Coves - La Foia de Parra - La Foia de Reig - La Foia del Cabeçó - La Foia del Mas - La Foieta del Rellotge - La Gorgonera - La Pisnella - La Runa - Les Hortes - Les Planisses - Racó de Calderó - Racó de la Mina - Racó de Sebas |

### Gran divisió del terme
- L'espino

## Demografia
L'èxode rural al llarg del segle xx va provocar que, de 1.275 busoters que hi havia l'any 1900, la població fos tan sols de 652 habitants a l'any 1981. No obstant això, la població ha crescut a gran velocitat des de principis dels anys 1990, i aconseguí els 1.717 habitants el 1996 i els 3.021 en el 2008; el principal motor d'aquest ràpid creixement ha estat l'assentament de ciutadans de diversos països d'Europa occidental, dispersos per urbanitzacions al llarg del terme, en les quals també s'ha instal·lat un bon nombre d'alacantins. El 42% de la població censada l'any 2005 era de nacionalitat estrangera, el 94% d'ells provinents d'altres països de la Unió Europea, principalment del Regne Unit.
A data de 2022, Busot tenia 3.343 habitants (INE).
| any  | habitants |
| ---- | --------- |
| 1842 | 1.250     |
| 1877 | 1.261     |
| 1897 | 1.296     |
| 1900 | 1.386     |
| 1910 | 1.359     |
| 1920 | 1.353     |
| 1930 | 982       |
| 1940 | 885       |
| 1950 | 758       |
| 1960 | 621       |
| 1970 | 718       |
| 1981 | 629       |
| 1991 | 652       |
| 2000 | 971       |
| 2010 | 1.717     |
| 2020 | 3.257     |

## Política i Govern

### Composició de la Corporació Municipal
El Ple de l'Ajuntament està format per 11 regidors. En les eleccions municipals de 26 de maig de 2019 foren elegits 8 regidors del Partit Popular (PP), 2 de Compromís por Busot (Compromís) i 1 del Partit Socialista del País Valencià (PSPV-PSOE).
| Eleccions municipals de 26 de maig de 2019 - Busot                                                                             |                                          |                                     |                                     |        |          |          |
| Candidatura | Candidatura                              | Candidatura                         | Cap de llista                       | Vots   | Vots     | Regidors |
| | Partit Popular                           |                                     | Alejandro Morant Climent            | 798    | 61,15%   | 8 (+2)   |
| | Compromís per Busot                      |                                     | Vicent Morant Llorca                | 223    | 17,09%   | 2 (+2)   |
| | Partit Socialista del País Valencià-PSOE |                                     | Óscar Ripoll Agulló                 | 177    | 13,56%   | 1 (-1)   |
| | Altres candidatures                      |                                     |                                     | 99     | 7,59%    | 0 ( -3)  |
| | Vots en blanc                            |                                     |                                     | 8      | 0,61%    |          |
| Total vots vàlids i regidors                                                                                                   | Total vots vàlids i regidors             | Total vots vàlids i regidors        | Total vots vàlids i regidors        | 1.305  | 100 %    | 11       |
| | Vots nuls                                | Vots nuls                           | Vots nuls                           | 13     | 0,99%    |          |
| Participació (vots vàlids més nuls)                                                                                            | Participació (vots vàlids més nuls)      | Participació (vots vàlids més nuls) | Participació (vots vàlids més nuls) | 1.318  | 67,07%** |          |
| Abstenció | Abstenció                                | Abstenció                           | Abstenció                           | 647*   | 32,93%** |          |
| Total cens electoral | Total cens electoral                     | Total cens electoral                | Total cens electoral                | 1.965* | 100 %**  |          |
| Alcalde: Alejandro Morant Climent (PP) (15/06/2019) Per majoria absoluta dels vots dels regidors (6 vots de PP)                |                                          |                                     |                                     |        |          |          |
| Fonts: JEC, JEZ Alacant, M. Interior, Periòdic Ara. (* No són vots sinó electors. ** Percentatge respecte del cens electoral.) |                                          |                                     |                                     |        |          |          |

### Alcaldes
Des de 2007 l'alcalde de Busot és Alejandro Morant Climent de PP.
| Període                       | Alcalde o alcaldessa              | Partit polític | Data de possessió | Observacions |
| ----------------------------- | --------------------------------- | -------------- | ----------------- | ------------ |
| 1979–1983                     | José Climent García               | ASDI           | 19/04/1979        | --           |
| 1983–1987                     | Jaime Morant Giner                | PSPV-PSOE      | 28/05/1983        | --           |
| 1987–1991                     | Jaime Morant Giner                | PSPV-PSOE      | 30/06/1987        | --           |
| 1991–1995                     | Jaime Morant Giner                | PSPV-PSOE      | 15/06/1991        | --           |
| 1995–1999                     | Antonio Molina Ortega             | PP             | 17/06/1995        | --           |
| 1999–2003                     | Antonio Molina Ortega             | PP             | 03/07/1999        | --           |
| 2003–2007                     | Francisco Javier Alberola Alemany | Bloc-EV        | 14/06/2003        | --           |
| 2007–2011                     | Alejandro Morant Climent          | PP             | 16/06/2007        | --           |
| 2011–2015                     | Alejandro Morant Climent          | PP             | 11/06/2011        | --           |
| 2015–2019                     | Alejandro Morant Climent          | PP             | 13/06/2015        | --           |
| 2019-2023                     | Alejandro Morant Climent          | PP             | 15/06/2019        | --           |
| Des de 2023                   | n/d                               | n/d            | 17/06/2023        | --           |
| Fonts: Generalitat Valenciana |                                   |                |                   |              |